# 児玉晋一郎
児玉 晋一郎（こだま しんいちろう、1979年5月 - ）は、日本のボディビルダー。東京都練馬区育ち。
2015年、Ikaika Bodybuilding Championshipsミドル級優勝。2016年、Paradise Cup Body Building Championshipsライトヘビー級優勝。
2019年、カーディオポージング選手権優勝(初代王者)

## 主な戦歴
2015年　Ikaika Bodybuilding Championships　ミドル級優勝
2016年　Paradise Cup Body Building Championshipsライトヘビー級優勝
2019年  Hidetada Yamagishi, Iris Kyle Japan Classic - NPCJオーバーオール優勝